# Wycliffe (serie televisiva)
Wycliffe è una serie televisiva britannica in 38 episodi trasmessi per la prima volta nel corso di 5 stagioni dal 1994 al 1998.
È una serie del genere poliziesco ambientata in Cornovaglia, basata sui romanzi di W. J. Burley e incentrata sulle vicende del detective Charles Wycliffe. Seguì ad un film per la televisione pilot trasmesso su Independent Television il 7 agosto 1993 e intitolato Wycliffe and the Cycle of Death.

## Trama
Il detective Charles Wycliffe è assistito da Doug Kersey e Lucy Lane. Ogni episodio tratta di un'indagine per omicidio. Nella prima serie, le storie sono adattate dai libri di Burley e sono dei classici gialli, spesso con personaggi ed elementi della trama bizzarri. Wycliffe e il suo team sono responsabili di una vasta area geografica e spesso devono trascorrere del tempo lontano da casa nel corso di un'indagine. Ciò può causare problemi a Wycliffe, che viene mostrato come un padre di famiglia soddisfatto, sposato con una insegnante (Lynn Farleigh) e con due figli adolescenti, ed è una situazione difficile anche per Lane e Kersey, che sono entrambi single.
Wycliffe copre prevalentemente la zona centrale e occidentale della Cornovaglia. Ci sono frequenti citazioni di alcune città importanti, tra cui le città di Truro, Newquay, Camborne e Penzance (luoghi utilizzati anche per le riprese). Altre nella stessa area, come ad esempio Falmouth, St Austell e St Ives, sono citate molto meno frequentemente. È ragionevole supporre che, come soprintendente, Wycliffe sia a capo di una divisione del Criminal Investigation Department, che copre una zona che va approssimativamente da Padstow, sulla costa nord, a Saint Austell e Carlyon Bay a sud. La sua squadra non si occupa di posti a nord e ad est della Cornovaglia, come Bude e Launceston. Nell'episodio finale (End Land) Wycliffe si riferisce a Wadebridge, nei pressi di Bodmin, citandola come "l'altro lato della contea". Molti dei luoghi più piccoli citati sono di fantasia, forse per evitare possibili azioni per diffamazione.
Come hobby, Wycliff suon jazz al piano (ciò riflette l'interesse per la musica dell'attore Jack Shepherd). Helen Masters restò incinta all'inizio della quinta stagione e le sceneggiature vennero adeguate in modo che anche il suo personaggio, Lane, restasse incinta. 
La serie mostra i detective al lavoro in un modo ragionevolmente accurato, ma l'enfasi è posta più sulle storie umane che circondano gli omicidi. Wycliffe è un uomo tranquillo e riflessivo, un osservatore attento delle persone e un intervistatore astuto, e queste qualità gli permettono di risolvere i crimini.

## Personaggi e interpreti
- detective Supt. Charles Wycliffe (stagioni 1-5), interpretato da Jack Shepherd.
- DI Lucy Lane (stagioni 1-5), interpretata da Helen Masters.
- DI Doug Kersey (stagioni 1-5), interpretato da Jimmy Yuill.
- Franks (stagioni 1-5), interpretato da Tim Wylton.
- DS Andy Dixon (stagioni 1-3), interpretato da Aaron Harris.
- DC Ian Potter (stagioni 1-3), interpretato da Adam Barker.
- Helen Wycliffe (stagioni 3-5), interpretata da Lynn Farleigh.
- David Wycliffe (stagioni 3-5), interpretato da Gregory Chisholm.
- Ruth Wycliffe (stagioni 3-5), interpretato da Charlie Hayes.
- DCC Stevens (stagioni 4-5), interpretato da Michael Attwell.
- sergente Cannon (stagione 4), interpretato da Edward Clayton.
- Supt. Le Page (stagione 4), interpretato da Sharon Duce.
- Dick Hall (stagione 5), interpretato da Cristian Solimeno.
- Ken Robins (stagione 5), interpretato da Matthew Mitchell.
- Angus (stagione 5), interpretato da David Firth.

## Produzione
La serie fu prodotta da Harlech Television e Red Rooster Film & Television Entertainment e girata in Inghilterra. Le musiche furono composte da Nigel Hess premiato con il premio Royal Television Society per il miglior tema in televisione. L'episodio pilota andò originariamente in onda un anno prima rispetto al primo episodio della serie, nell'estate del 1993. Il cast del pilota differisce da quello utilizzato per la serie (tranne che per l'attore principale, Jack Shepherd).

### Registi
Tra i registi della serie sono accreditati:
- Martyn Friend (6 episodi, 1994-1996)
- Alan Wareing (6 episodi, 1997-1998)
- Michael Owen Morris (4 episodi, 1995-1996)
- David Innes Edwards (4 episodi, 1996-1997)
- Ferdinand Fairfax (2 episodi, 1994)
- A.J. Quinn (2 episodi, 1994)
- Steve Goldie (2 episodi, 1995)
- Patrick Lau (2 episodi, 1995)
- John Glenister (2 episodi, 1996)
- Michael Brayshaw (2 episodi, 1997)
- Graeme Harper (2 episodi, 1997)
- Jack Shepherd (2 episodi, 1998)

## Distribuzione
La serie fu trasmessa in Gran Bretagna dal 1994 al 1998 sulla rete televisiva Independent Television. In Italia è stata trasmessa con il titolo Wycliffe.
Alcune delle uscite internazionali sono state:
- in Gran Bretagna il 24 luglio 1994 (Wycliffe)
- in Francia il 24 luglio 1998(Wycliffe)
- in Finlandia (Wycliffe)
- in Italia (Wycliffe)

## Episodi
| Stagione         | Episodi | Prima TV UK |
| ---------------- | ------- | ----------- |
| Prima stagione   | 6       | 1994        |
| Seconda stagione | 8       | 1995        |
| Terza stagione   | 8       | 1996        |
| Quarta stagione  | 9       | 1997        |
| Quinta stagione  | 6       | 1998        |